# Holger Wick
Holger Wick (ur. 12 września 1962 w Gocie) – niemiecki biathlonista reprezentujący NRD, mistrz świata juniorów. W Pucharze Świata zadebiutował w sezonie 1981/1982. W zawodach tego cyklu jeden raz stanął na podium: 12 stycznia 1984 roku w Pontresinie był trzeci w biegu indywidualnym. Wyprzedzili go tam jedynie Fritz Fischer z RFN i Frank-Peter Roetsch z NRD. W klasyfikacji generalnej sezonu 1983/1984 zajął ostatecznie 12. miejsce. W 1982 roku wystąpił na mistrzostwach świata juniorów w Mińsku, gdzie wspólnie z kolegami z reprezentacji zdobył złoty medal w sztafecie. W 1984 roku brał udział w igrzyskach olimpijskich w Sarajewie, zajmując 29. miejsce w biegu indywidualnym i czwarte w sztafecie. Nigdy nie wystąpił na mistrzostwach świata.

## Osiągnięcia

### Igrzyska olimpijskie
| Rok  | Miejscowość | Konkurencje | Konkurencje | Konkurencje | Konkurencje | Konkurencje | Konkurencje | Konkurencje |
| Rok  | Miejscowość | IN          | SP          | PU          | MS          | RL          | MR          | SR          |
| ---- | ----------- | ----------- | ----------- | ----------- | ----------- | ----------- | ----------- | ----------- |
| 1984 | Sarajewo    | 29.         | –           | nd.         | nd.         | 4.          | nd.         | –           |

### Puchar Świata

#### Miejsca w klasyfikacji generalnej
| Sezon     | Miejsce |
| --------- | ------- |
| 1981/1982 | ?       |
| 1982/1983 | ?       |
| 1983/1984 | 12.     |
| 1984/1985 | 47.     |

#### Miejsca na podium chronologicznie
| Lp. | Dzień       | Rok  | Miejscowość | Konkurencja                | Lokata | Pudła | Czas biegu | Strata  | Zwycięzca     |
| --- | ----------- | ---- | ----------- | -------------------------- | ------ | ----- | ---------- | ------- | ------------- |
| 1.  | 12 stycznia | 1984 | Pontresina  | Bieg indywidualny na 20 km | 3.     | 2     | 1:02:05,0  | +1:39,7 | Fritz Fischer |